# 勒弗努耶
勒弗努耶（法語：Le Fenouiller，法語發音：[lə fənuje]）是法国卢瓦尔河地区大区旺代省的一个市镇，属于莱萨布勒多洛讷区。

## 地理
勒弗努耶（46°43'10"N, 1°54'2"W）面积17.81 平方千米，位于法国卢瓦尔河地区大区旺代省，该省份为法国西部沿海省份，北起大西洋卢瓦尔省和曼恩-卢瓦尔省，西临大西洋，南至滨海夏朗德省，东部及东南部与德塞夫勒省接壤。
与勒弗努耶接壤的市镇（或旧市镇、城区）包括：科姆基耶、日夫朗、里耶圣母镇、圣吉勒-克鲁瓦德维、圣伊莱尔德里耶、维河畔圣迈克桑、圣雷韦朗。

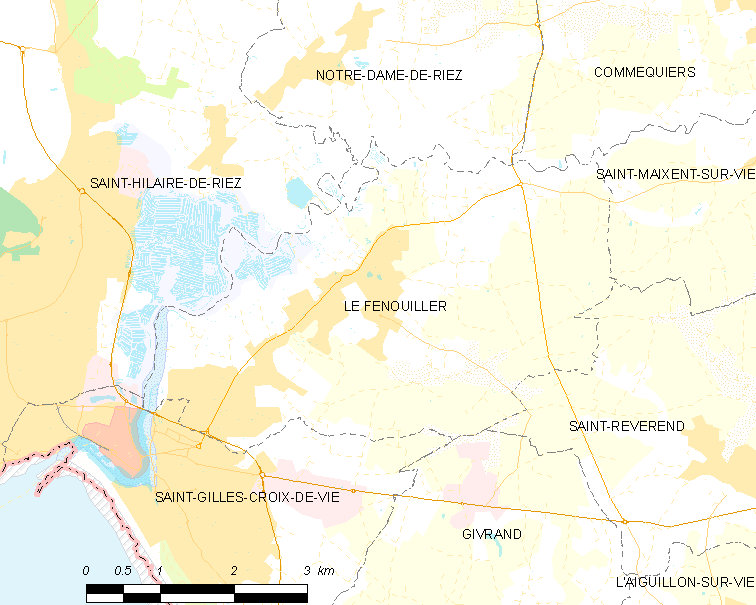
勒弗努耶的OSM定位图

勒弗努耶的时区为UTC+01:00、UTC+02:00（夏令时）。

## 行政
勒弗努耶的邮政编码为85800，INSEE市镇编码为85088。

## 政治
勒弗努耶所属的省级选区为圣伊莱尔德里耶县。

## 人口

1962-2008年间勒弗努耶人口变化图示

勒弗努耶于2022年1月1日时的人口数量为4978人。